# Daniele Secci
Daniele Secci (né le 9 mars 1992 à Rome) est un athlète italien, spécialiste du lancer de poids.
Le 25 juillet 2015, il remporte le titre national italien à Turin, en battant son record personnel en 19,18 m.
Avec le poids de 6 kg, son record est de 20,61 m obtenu à Bressanone le 19 juin 2011.
Le 30 avril 2016, il termine 3e du concours à Irvine en lançant à 19,11 m.